# Boku no Hatsukoi o Kimi ni Sasagu
Boku no hatsukoi wo kimi ni sasagu (Ofereço-te o meu primeiro amor (僕の初恋をキミに捧ぐ)) é um filme de 2009 japonês. Baseado na manga com o mesmo nome, criado por Kotomi Aoki, este filme foi dirigido por Takehiko Shinjo e lançado a 24 de outubro de 2009 nos cinemas do Japão. A história gira à volta de Takuma Kakinouchi, um rapaz com graves problemas cardiovasculares a quem prevêem sua morte por volta dos 20 anos. Mayu Taneda, uma garota da mesma idade é apaixonada por ele, conhecido desde crianças. O filme conta com a participação dos atores japoneses Masaki Okada (Takuma Kakunouchi) e Mao Inoue (Mayu Taneda). A música do filme foi cantada pelo cantor japonês Ken Hirai.

## Sinopse
A história gira em torno da relação entre Mayu e seu primeiro amor, um jovem chamado Takuma,que ela conhece desde a infância. O pai de Mayu é o cardiologista de Takuma, e ela descobre que Takuma pode não viver muito além dos 20 devido sua condição cardiológica. Quando eles tinham 8 anos, Takuma prometeu casar com Mayu, sem saber do pouco tempo que lhe restava de vida. Mas quando ele descobre a verdade, ele tenta se distanciar de Mayu para evitar que ela sofra com sua morte.

## Elenco
- Mao Inoue como Mayu Taneda, filha do médico de Takuma, Dr. Takahito Taneda.[4]
- Masaki Okada como Takuma Kakunouchi, personagem principal que sofre d e uma doença cardíaca.[4]
- Tetta Sugimoto como Minoru Kakinouchi, pai de Takuma.[5]
- Yoko Moriguchi como Ryoko Kakinouchi, mãe de Takuma.[5]
- Natsuki Harada como Teru Uehara, um colega de Takuma and Mayu no ensino básico.[4]
- Yoshihiko Hosoda como Kou Suzuya.[5]
- Keiko Horiuchi como Yoshimi Suzuya, mãe de Kou.[5]
- Yuki Terada como Yoko Tamura, parceiro de quarto e amigo de Sae na escolas.[5]
- Masataka Kubota como Ritsu Sugiyama, parceira de quarto de Takama na escolas.[5]
- Gaku Yamamoto como Ryujo Suzuya, avô de Kou.[5]
- Tōru Nakamura como Dr. Takahito Taneda, pai de Mayu e médico de Takuma.[5]
- Sea Kumada como Mayu Taneda em criança.[6]
- Kaito Kobayashi como Takuma Kakunouchi em criança.[7]